# نانسي ثاير
نانسي ثاير (بالإنجليزية: Nancy Thayer)‏ (1943)؛ روائية أمريكية.